# Black Watch
Il Royal Regiment of Scotland, comunemente noto come Black Watch ("Guardia nera"), è un reggimento di fanteria del British Army, tradizionalmente reclutato in Scozia.
Creata nel 1881 dall'amalgama di due preesistenti reggimenti di fanteria scozzesi (il 42nd Regiment of Foot e il 73rd (Perthshire) Regiment of Foot), la Black Watch ha da allora partecipato a quasi tutti i maggiori conflitti che hanno visto coinvolto il Regno Unito, dalle campagne coloniali come la guerra mahdista e la seconda guerra boera alla prima e seconda guerra mondiale, e in tempi più recenti alla guerra di Corea, al conflitto nordirlandese e alla guerra in Iraq; è il più antico reggimento di Higlanders ancora in servizio nell'Esercito britannico.